# あした順子・ひろし
あした 順子・ひろし（あした じゅんこ・ひろし）は、かつて漫才協会・落語協会に所属していた男女漫才コンビ。
1960年結成。五代目柳家小さん一門、のちに五代目鈴々舎馬風一門（「馬風ファミリー」）へ移籍。昭和後期から平成にかけて体を張ったどつき漫才で人気を博し、2015年11月のあしたひろしの逝去により事実上の解散となった。出囃子は『啼くな小鳩よ』。二人は師匠と弟子のコンビであり、夫婦ではない。

## メンバー
- あした 順子（あした じゅんこ、1932年12月12日（92歳）[2] - ）ツッコミ担当
  - 本名：河野 順子（こうの じゅんこ）[3]。 東京市浅草区田島町（現・東京都台東区）出身。
  - 両親は音曲漫才の市山寿太郎・小寿。父・寿太郎（河野晴雄）は当時珍しい大卒芸人で、英語が堪能だったという。日本舞踊市山流の名取、壮士芝居、講釈師を経て、妻とコンビを組んだ。
  - 姉の一枝は大阪の上方柳次に嫁ぎ、のちに夫婦で漫才コンビを組んだ。いとこは歌舞伎役者の六世中村東蔵、日本舞踊家の藤間紫。
  - 芸能一家に育ち、日本舞踊（市山松扇門下で市山扇寿を名乗る[2]）やモダン・バレエの素養があったため、戦後間もなく、楽団専属ダンサーとして進駐軍のキャンプ回りで稼ぎ始める[4]。その後1950年に一般人と結婚し娘1人をもうけたが、怠け者の夫に愛想を尽かせてすぐ離婚。松旭斎一門の奇術師（和妻師）「松旭斎純子」として再出発したところを、旧知のひろしに見出されコンビを組んだ。結成当時の芸名は南 順子（みなみ じゅんこ）。
  - 2010年5月[5]にひろしが膝を悪くして入院して以来、順子は一人で高座に上がったり、昭和こいるや内海桂子とコンビを組んで、漫才をしたりしていた。ひろしの死後、2017年4月30日付で落語協会を退会[6]し事実上引退したが、漫才協会には同協会の監事ならびに「名誉会員」として籍を残している[7]。

- あした ひろし（1922年6月10日[8] - 2015年11月3日（93歳没）[9]）ボケ担当
  - 本名：大野 寛（おおの ひろし）[3]。東京市下谷区竹町（現・東京都台東区台東）出身。
  - 兵役検査では、丙種合格に留まったため徴兵されなかった。大都映画の雑用係、『笑の王国』の端役、東海林太郎らの歌謡ショーの司会者を経て、順子とコンビを組む。結成当時の芸名は北 ひろし（きた ひろし）。
  - 長兄は将棋棋士の大野源一で[5]、大野によればひろしの将棋の腕前もプロ級とされる。なお、大野は1979年1月14日、踏切をくぐろうとしたところに列車にはねられ、帰らぬ人となっている[8]。
  - 2015年11月3日、老衰のため逝去した[10]。93歳没。関係者によると、ひろしは2010年に浅草演芸ホールの5月上席に出演したのを最後に舞台から遠ざかり、その後体調を崩して入退院を繰り返していた[10]。

## 略歴
1960年に南 順子・北 ひろし（みなみ じゅんこ・きた ひろし）の名で結成。最初は漫才ではなく、ひろしの司会で順子が手品をするマジック・コント主体だったが、覚えも要領も悪いひろしを、順子が舞台上で思わず叩いたのを見たリーガル天才・秀才に、どつき漫才への転向を勧められる。歌謡ショーやキャバレー、女子プロレスの前座などで稼ぐうち、ドサ回りで芸が荒れるのを自覚し、1965年の大須演芸場開場を期に高座に専念。
秋田實の後見を得て1960年代末から上方に移り、ミヤコ蝶々・南都雄二、京唄子・鳳啓助、中田ダイマル・ラケット、夢路いとし・喜味こいし、秋田Aスケ・Bスケ、かしまし娘ら大看板の中で揉まれて芸を磨き、認められて「秋田」の屋号を許されたものの、畏れ多いと辞退して、一字違いの「あした」を名乗るようになった。
大阪万博終了後の1971年に拠点を東京に戻し、五代目柳家小さんの身内となり、落語協会に入会。1976年、漫才協会真打ちに昇進。ひろしが老境に差しかかった1990年代後半から猛然と売れ出す。弟子はいない。
2010年5月以降、ひろしの病気療養でコンビとしての活動は見られなくなり、2015年11月にひろしが逝去。その後、2017年4月に順子が落語協会を退会し、事実上の引退状態となっている。

## 芸風・主なネタ
- 漫才でふたりは夫婦のような役回りを演じた。恰幅のよい順子が亭主を尻に敷く猛妻のような貫禄を漂わせ、痩身のひろしは妻に頭が上がらぬ蚤の亭主のようにたたずんだ。順子が大声で一方的にまくし立てたりひろしを張り倒したりし、弱々しいひろしが狼狽する滑稽な構図は、幅広い世代から支持された。

「間」で勝負する芸風で、矢継ぎ早なしゃべくりが主体の東京漫才では異色であった。
- 時事を扱ったネタを得意にした。マイケル・ジャクソン死去時はひろしの「暗闇の歩き」のような珍妙なムーンウォークで演芸場内を沸かせた[4]。テレビドラマ『アテンションプリーズ』が人気だった頃には「アテンション、ブー」で始まる航空ネタを展開し、パラパラ、マツケンサンバ、モーニング娘。、ヒロシ（ひろしが物真似をする）、羞恥心などもギャグに変えた。
- 芸歴を活かし、奇術やコントも披露した。

### ギャグ
男はあなたひろし〜
- 武田鉄矢・芦川よしみの『男と女のはしご酒』の替え歌を、ふたりが向き合ってジルバのステップで歌い踊るもの。
- 順子が「男は〜あなたひろしぃ〜」と歌うと、ひろしが「女は〜君さ順子ぉ〜」と返し、ふたりで「切なさが胸に来る……」と揃え、調子づいて順子に迫るひろしを、順子が「気持ちが悪いよ〜!」と叫んで突き飛ばす。

踊り
- 日本舞踊の名取である順子が、切れの良い所作を見せるのに対し、ひろしは順子の軽快な動きについていけず、戸惑うしぐさを見せる。
- 順子が『黒田節』を謡いつつなぎなた捌きを披露し、小道具を持ちながら前を横切るひろしを足蹴にするネタは、正月初席などで見せた。

首投げ
- 女子プロレス興行の前座として巡業した際、現役レスラーから伝授され体得した技で、首投げよりむしろフライング・メイヤーと呼ぶのが正しい。体格の良い順子が痩躯のひろしを投げ飛ばし、柔道初段の心得のあるひろしが見事な受身を披露する定番ネタ。高齢となってからは披露されなくなった。
- 2016年12月7日に放送されたマツコ&有吉の怒り新党のコーナー「記憶調査委員会」で『オチで相方を投げ飛ばすベテラン漫才師がいた』としてあした順子・ひろしが取り上げられ、首投げを決める当時の貴重な映像が披露された。

その他
- 順子が「おじいちゃん、おしっこに行きましょうね」とひろしの両手を繋ぐと、ひろしが「やだー!」と叫んで、順子がひろしを張り倒すという介護ネタ。
- 順子がひろしの頭を叩き、ひろしが「そんなに頭を叩くから薄くなるんだよ」と半泣きになる。すると順子が「そんなの心配しないでこれやるから!!」と怒って、自分の頭に付けてあったカチューシャをひろしの頭に載せ、そのまま深々と黙礼して高座を下りる。
- 踊り欄に記載の『黒田節』ネタを正月元旦「初詣ヒットパレード」で披露したが、小道具の盃の用意を忘れてしまい、舞台裏で順子に責められアタフタするひろしの様子がマイクONのまま音声で拾われてしまった。いつまでも舞台袖から出てこずにあ～だこ～だ言い合いしてる異変に気づいた司会の西川きよしと桂文枝（当時は三枝）がフォローしてなんとか事なきを得たという正月からヒヤヒヤもののエピソードがある。

## 出演

### テレビ
- 初詣!爆笑ヒットパレード（フジテレビ）
- おはよう笑点（日本テレビ）
- 笑いがいちばん（NHK総合）
- 笑点（日本テレビ）
- 年忘れ漫才競演（NHK総合）
- いろもん（日本テレビ）
- たけしの誰でもピカソ（テレビ東京）
- めちゃ×2イケてるッ!（フジテレビ、2000年）コーナー「第3回笑わず嫌い王決定戦」に出演
- FNS27時間テレビ（フジテレビ、2004年）コーナー「第7回笑わず嫌い王決定戦」に生出演
- もっともっと笑い亭 （tvk）順子のみ、コーナー「懐かしの昭和漫才」に出演
- 日曜ビッグバラエティ（日本テレビ）
- いい旅・夢気分（テレビ東京）
- 巣鴨バラエティ座（独立UHF局、2007年5月20日にゲスト出演など多数）

### ラジオ
- 真打ち競演（NHKラジオ第1）
- ラジオ寄席（TBSラジオ）

## 受賞歴
- 1972年 第20回NHK漫才コンクール 努力賞[11]
- 1996年 第13回浅草芸能大賞 奨励賞[3]

## 作品集

### CD
- 東京漫才傑作集ベスト(1)『あした順子・ひろし 爆笑漫才集』（1998年10月21日、COCJ-30118）
  - 日本コロムビアから発売された、漫才のライブ音源集。2005年7月20日に再発（COCJ-33287）。
  - 僕の社交会（1998年7月11日収録）／恋で苦労をしてみたい（1998年7月13日収録）／娘の結婚式（1998年7月13日収録）

### DVD
- あした順子・ひろし『米寿漫才』（2010年6月30日、RGS-002）
  - 鈴々舎馬るこのプロデュースによって製作された映像集。漫才の模様やコンビの歴史に纏わる貴重なインタビュー映像が収録されている。